# Stefan Brykt
Stefan Brykt (né le 4 juillet 1964 à Mora) est un coureur cycliste suédois. Actif durant les années 1980, il a été quatre fois Champion de Suède du contre-la-montre par équipes. Il a représenté la Suède lors des Jeux olympiques de 1984, prenant la 32e place de la course en ligne. Il a été professionnel de septembre 1985 à mai 1987.

## Palmarès
- 1981
  -  Médaillé de bronze du championnat du monde du contre-la-montre par équipes juniors
- 1983
  - 2e de la Milk Race
- 1984
  -  Champion de Suède du contre-la-montre par équipes
  - 2e de la Milk Race
- 1985
  -  Champion de Suède du contre-la-montre par équipes
  - GP Palio del Recioto
  - Trofeo Banca Popolare di Vicenza
  - Tour de la Vallée d'Aoste :
    - Classement général
    - 1re étape
- 1986
  - 12e étape de la Coors Classic
  - 7e du Tour de Suisse
- 1987
  -  Champion de Suède du contre-la-montre par équipes
  - 2e du Tour de la province de Reggio de Calabre
- 1988
  -  Champion de Suède du contre-la-montre par équipes

## Tour d'Italie
- 1987 : abandon

## Tour d'Espagne
- 1987 : abandon